# Fasciculul frontopontin
Fasciculul frontopontin (Tractus frontopontinus)  sau fasciculul Arnold  reprezintă totalitatea fibrelor frontopontine - fibre nervoase cu originea în lobul frontal al emisferei cerebrale, în special girusul precentral (ariile frontale 4 și 6), care coboară în capsulă internă, apoi se îndreaptă caudal formând partea medială a pedunculului cerebral prin care se extind caudal și se termină în substanța cenușie (nuclee pontine) din partea ventrală a punții.
Fasciculul frontopontin a fost descris de Friedrich Arnold, anatomist german (1803–1890). 